# Bierzgłowo
Bierzgłowo (in tedesco: Birgelau) è una località polacca del distretto di Toruń, nel voivodato della Cuiavia-Pomerania. Il suo territorio è ricompreso all'interno di quello del comune rurale di Łubianka.
Il villaggio fu sede di una commenda teutonica. Il suo castello fu eretto nel 1232 e ampliato fino al 1305.